# Aquaforce 5000
Aquaforce 5000 est un type d'unité mobile de traitement d'eau potable d'urgence utilisée dans le cadre d'intervention humanitaire, notamment conflits armés ou catastrophes naturelles pour venir en aide aux populations sinistrées.